# 劉小麗
劉小麗（英語：Lau Siu-lai；1976年8月3日—），綽號小麗老師，曾為香港理工大學香港專上學院人文、設計及社會科學學部講師，教授社會學範疇的學科，於2025年離職。劉小麗是小麗民主教室主席及青年重奪未來成員，前香港立法會議員。2016年9月，藉民主自決的主張，首次當選成為香港立法會議員（九龍西選區），但在2017年7月被高等法院原訟庭裁定宣誓無效而喪失議員資格，法律上與梁頌恆、游蕙禎、姚松炎及羅冠聰以12天成為立法會史上任期最短的議員。

## 學術背景
劉小麗中學曾就讀英華女學校以及寧波第二中學（曾與游蕙禎同期的母校同學），畢業於香港中文大學社會學系，專注研究文化社會學，獲頒社會科學學士學位、哲學碩士學位（社会学），以及哲學博士學位（文化社会学及历史社会学）。她曾於香港中文大學任社會學擔任導師近十年，研究範疇包括：文學與香港社會的關係、愛情、親密及世代問題。教授社會學理論、香港社會、社會問題、性別議題等科目。她其後加入香港理工大學香港專上學院，任社會學及文化講師。
她由2014年開始積極全面投入社會運動，當時協助一批年青人創立「青年重奪未來」，反對大白象基建，爭取全民退休保障。她在雨傘運動期間，成立了「小麗民主教室」。

## 政治主張
劉小麗在她的《神話與絕望—當代香港小說的文學社會學分析》中认为「解放進步的先決條件首先便是對文化價値的重新關注和建設，只有在這樣的基礎上，社會成員才能建立和掌握自我主觀世界的合理秩序，並且透過溝通對話尋求群體之間的共識。」、「無論輕言理想抑或玩世不恭的犬儒嘲弄態度，實質上都無法認淸一個簡單的事實：理想與現實之間的鴻溝，真正得以塡補和連繫的唯一可能乃在於建造性的實踐行動。」
劉小麗政治行動的框架基于對文化價值重建的關注，以及對政治實踐的重視。对于香港的二次前途問題，劉小麗提出「自決自強」，認為先要把社會從經濟、社區、文化、以至公民意識各方面提升強化，讓人們在此可以過着自主生活，使香港成為有國際實力的宜居城市，與其他國際城市結盟，香港才能有實力在中國面前勇敢無懼地自決前途。

### 經濟
劉小麗認為中共治港的公共政策向權貴傾斜，是對市民的嚴重剝削，致令香港人活於水深火熱；另一方面權貴則透過大白象基建在港抽取利益，削減政府理應承擔的民生福利的責任。要令市民有進入政治自決運動的生活基礎，分享經濟成果與生活尊嚴，「自主經濟，既為民生，也為民主」。她號召香港人對抗大白象基建，與此同時爭取保障工人權益的政策，以及改善民生的社會保障，例如全民退保。民間亦應推動自主經濟如小販墟市，改善大眾的生活空間。

### 社區與公民社會
提升市民的歸屬感與公民意識。要通过社區營造，增加市民對社區的投入感，與同時透過廣泛的民間公民教育提升大眾理性的議政能力，能捲動更廣泛的香港人參與自決過程。劉小麗認為，要改變難民文化、建立民主共同體，就需要提高公民意識，令公民社會更有活力，體現公民自主。

## 社會參與
2014年發生劉進圖遇襲案後，劉小麗有感社會變得越來越令人擔憂，於是全面投入社會運動。在一批舊生和年輕人的邀請下，共同成立了「青年重奪未來」，她表示「希望在赤色力量和資本籠罩下的香港，重奪香港的未來」。後來經歷雨傘運動，有感香港民間民主教育的重要性，於是在運動期間成立「小麗民主教室」。後來把教育工作轉化為直接行動，參與不同形式和主題的公民抗命。
劉小麗積極投入香港社會運動，2014年與舊生成立「青年重奪未來」，希望把政府在公共財政上，從透過大白象基建，政府向紅色資本及大財團作利益輸送的倒行逆施狀況中改變過來，做到尊重民生，實行全民退保及大專生學費減免。由一個大專講師走出象牙塔，是因為看到這幾年來，自葵涌貨櫃碼頭工潮、劉進圖遇襲事件、大白象基建、新界東北發展計劃等事件中，令她發現從經濟、文化以至政治各方面，香港人都處於急劇加深的壓迫中。

### 雨傘運動
劉小麗表示在放眼社會後，心痛自己应届学生们的经济情况和社会评论，认为香港社會已日益陷進病態，着力改革才能切实帮到学生，否则也只是“為他們提供幾年的麻醉劑”。她曾告訴學生，香港正處於歷史的轉折點上，為了不讓政治局勢急促下墜，我們唯有作出更大承擔。

#### 成立「小麗民主教室」
劉小麗在佔領運動其間成立了「小麗民主教室」，推動民間的民主教育。「小麗民主教室」自佔領旺角至今，在旺角推動過186場街頭論壇及講學，一年半之間，教室在各區，尤其在九龍西地區擺了近二百場街站，當中有嘉賓的深度講學，也有論壇及流動文宣形式。亦推動過反白象、撐退保、支持小販、成立社區墟市、對抗領展的抗爭。並且表示有一些「藍絲」也被其说服而成為教室成員和积极参与者。

### 旺角騷亂
2016年2月8日晩上旺角騷亂，本土民主前線、前學民思潮成员周庭、刘小丽等人分别透过Facebook等社交網站呼吁民众晚上至旺角捍卫旺角夜市或惠顾小贩。

### 公民抗命
2016年2月9日，劉小麗協助「腸粉大王」新哥到深水埗桂林街開檔擺賣，最終被帶回警署，被最終被控無牌擺賣、因銷售食物而加熱以及阻街3宗罪。劉小麗稱這是一次公民抗命，控訴政府對小販那令人忍無可忍的打壓。
近年來在食環署極力掃盪下，無牌小販沒有了以往可以的新春期間擺賣的機會。劉小麗對政府的處事手法感到不滿，於是和「腸粉大王」等人組成關注組，透過公民抗命的方式在桂林街開檔擺賣。結果宣稱自己為檔主的劉小麗被拘捕，被控以無牌擺賣、因銷售食物而加熱以及阻街，開檔的木頭車則被充公。。
劉小麗3月29日在九龍城裁判法院提堂，承認有做擺賣行為，但否認控罪。在庭上向法官說，「有罪的，不是自食其力的小販，如剛才這位婆婆，而是打壓小市民的吸血地產商，不發流動牌照的政府，再去向經營的小市民收取䀚貴的租金。」最後，裁判官在6月20日裁定她無牌擺賣、因銷售食物而加熱以及阻街3項控罪全部成立，判每一項控罪罰款$600，合共罰款$1800。另外，案中的木頭車及煤氣爐亦都被下令充公。

### 「桂林日市」墟市活動
經歷深水埗公民抗命後，劉小麗繼續透過以小販擺賣的方式進行公民抗命，抗衡政府和地產商對空間的壟斷。在2016年3月27日和2016年4月16日分别开展了日市活动，前者与青年重奪未來、Coffee Lowa等機構合辦。她認為，小贩政策下公共空間也被出賣。
劉小麗希望透過日市擺賣的行動帶出現時小販政策如何向地產商的利益傾斜。她指出，現時小販政策，限制的是買賣行為，若提供食物而不收錢，則不違法，顯示與衞生問題無關，卻助長商場、地產商等提供租舖的人獲利。接受訪問時亦承認，現時的「不定點」墟市未能令基層真正受惠，始終辦「一次性」墟市，不代表「有政策」。若然墟市難以平衡利益，她認為也要先建新街市，落實一萬人口有四十五檔濕貨的街市，才能真正與領展抗衡。

## 2016年立法會選舉
劉小麗在2016年立法會選舉參選九龍西，與參選新界西的朱凱廸、香港島的香港眾志羅冠聰於2016年香港立法會選舉組成民主自決選舉共同陣線。後以選區內第三高票（非建制派第一高票，38183票）當選。後來因宣誓風波，在2017年7月14日香港高等法院原訟法庭裁定宣誓無效，劉小麗與另3名民主派議員資格喪失。

## 2018年11月立法會九龍西補選
2018年10月2日，劉小麗報名參選11月立法會九龍西地方選區補選，同日前民協成員馮檢基及食物及衞生局局長前政治助理陳凱欣亦宣布參選。劉其後於10月12日被選舉主任取消參選資格。工黨李卓人則早已在劉被選舉主任取消參選資格前報名參選，「以防選舉主任在報名期最後一刻才宣布取消劉小麗的資格而使泛民主派失去機會」。獲知劉小麗被取消資格後，李卓人隨即成為替補人選（Plan B）取代劉小麗作為泛民主派的唯一候選人。
2020年5月21日，這次選舉中被裁定提名無效的劉小麗選舉呈請勝訴，陳凱欣被判為「非妥為當選」。

## 事件

### 職稱問題
部分傳媒自2016至2018年，每逢提及劉小麗的工作職位時，都會稱她為「大學講師」，但劉小麗其實只是在香港專上學院擔任講師，所以只能稱作「大專講師」，而不是「大學講師」，但兩年來，劉未主動向記者提出糾正，或者在社交平台撰文澄清。

### 免供全民退保風波
在「全民退休保障」的立場上，劉小麗向來倡議「學者方案」，由政府、僱主、僱員三方供款。但在2016年9月臨近選舉日時，劉小麗在最新的選舉文宣中印上「爭取免供退保」口號，一改原來「三方供款」的立場。理大應用社會學系講師鍾劍華批評劉小麗為了選票，騎劫學者方案，往自己臉上貼金，沒有誠信，並表示劉小麗其實從來不是全民退保學者方案的倡議人，一次核心會議都未參加過，最早簽名支持的亦不包括她。
2016年9月3日，小麗民主教室在面書發表《收回「免供退保」宣傳品及道歉聲明》，表示由於團隊「在製作一批宣傳品時，未意識到一些僅屬討論性質的建議不應當成政治訴求，加上我把關不力，印製出有『免供退保』口號的宣傳品，使有份爭取的有心人感到我放棄了一直以來的堅持。作為學者方案首批聯署人之一，未注意到此舉或會影響民間整個爭取退保的策略，對長期以來爭取全民退保的有心人造成冒犯，我在此深深致歉。」

### 立法會宣誓風波

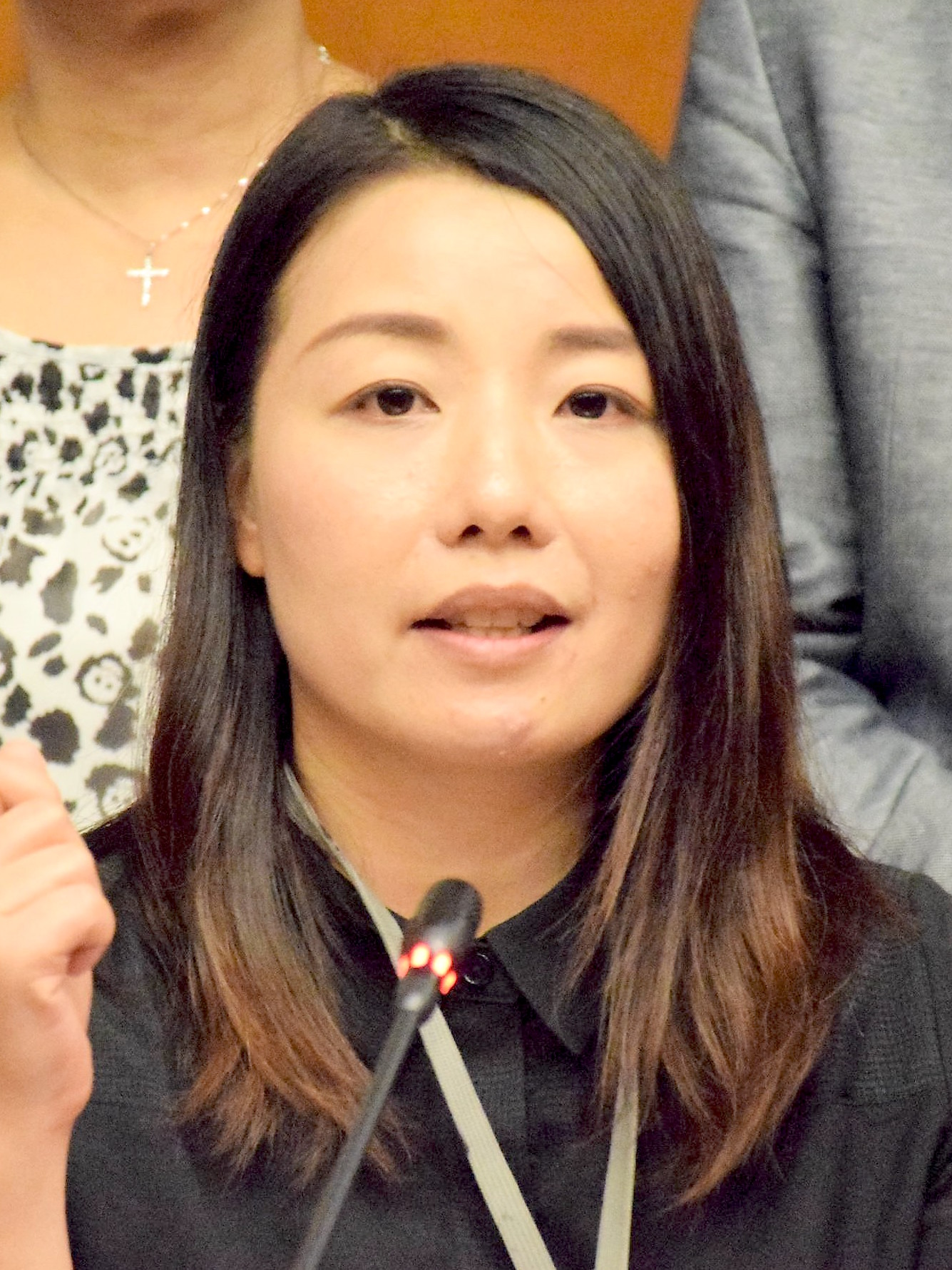
被撤銷議員資格的劉小麗和其他民主派議員見記者（2017年7月14日）

2016年10月12日，劉小麗在宣誓以默哀形式5秒讀出一個字，歷時12分46秒，打破了立法會宣誓時間紀錄。她在首次宣誓時，首先發表聲明（其個人認為相關聲明是她真實的宣誓內容）：「本人劉小麗謹以至誠，向香港市民承諾：
本人由街頭進入議會，定必秉承雨傘運動命運自主精神，與香港人同行，連結議會內外，對抗極權。我們要活在真誠磊落之中，打破冷漠犬儒，在黑暗中尋找希望，共同開創民主自決之路。推倒高牆，自決自強！」，及後才開始讀出原本規定的誓詞，但陳維安隨即指正稱，劉更改宣誓內容，劉回應指「無呀」後，隨即自行開始第二次宣誓，但她每讀出一個字，均停頓約3秒後，再讀下一個字，期間何君堯在座位高呼，要求劉小麗「停止愚昧行為...無法接受...我抗議」；至誓詞最後部分，劉小麗自行加上「落實墟市政策」等字眼，全程耗時12分24秒。翌日她在面書和報章刊出一篇《劉小麗：慢讀是要彰顯誓詞的虛妄》文章，解釋自己的慢讀行為：「昨天，我將官方誓詞逐字宣讀。誓詞變成九十多句毫無連貫性的句子，沒有任何組合、連結及意義，令聽眾無法聽到任何句式及語氣。這樣，一切意義就純是觀眾自行分句，主觀判斷造成的憶測而已。這個做法是為了彰顯行禮如儀的虛偽。」
2016年10月18日，立法會主席梁君彥發出書面裁決，指劉小麗「並非嚴肅看待誓詞、無意受誓詞約束」，與姚松炎、黃定光、梁頌恆、游蕙禎同被裁定宣誓無效，需於10月19日重新宣誓。
2016年10月19日的第六屆立法會首次大會，在黃定光議員及姚松炎議員宣誓完成之後，建制派議員集體離場抗議，觸發立法會流會，以致梁頌恆、游蕙禎及劉小麗無法再次宣誓。10月26日的立法會大會上，原先安排劉小麗再宣誓，但被拒出席的梁頌恆、游蕙禎在民主派議員帶路下成功進入會議廳，及後鄭松泰衝出主席台，被主席梁君彥認為「行為不檢」，要求三人離開會議廳，惟三人不肯，最終會議未能進行，梁君彥宣佈休會，劉小麗無法再次宣誓。
2016年11月2日的立法會大會上，首項議程是安排劉小麗再宣誓，期間何君堯一度提出規程問題，企圖阻止劉小麗再次宣誓，不過隨即被梁君彥否決，大部分建制派轉身背向宣誓中的劉小麗，部分甚至短暫離開會議廳，以表示不滿。最終劉小麗順利完成宣誓。
2016年12月，被梁振英及律政司入稟，聯同另外三名民主派議員梁國雄、姚松炎、羅冠聰遭議員的資格。
2017年7月14日，香港高等法院原訟法庭裁定，劉小麗在內的4名議員全部宣誓無效，自2016年10月12日起已喪失議員資格。法官區慶祥同意原訴所指，劉有意在宣誓過程中緩慢地讀出誓言，同時在Facebook文章及《蘋果日報》的報道中亦確認她無意履行立法會誓言所訂明的責任，行為客觀上清楚顯示她並非真正和忠誠地作出承諾。
2017年9月11日，劉小麗和梁國雄向法院提出上訴。但其後於2018年5月29日以審訊排期太遲為由，宣佈撤回上訴。

### 出席《城市論壇》遭親共人士扔鞋
2016年10月30日，劉小麗出席香港電台節目《城市論壇》，但於中場休息時被公眾席一名戴上藍帽的保衛香港運動中年男子扔扔鞋襲擊，擊中劉小麗本人胸部及手部。有關人士最終被該節目主持人蘇敬恆驅逐離場。劉此時立即說：「應該要報警，而不是讓他離開。」警員到場後，但該人士已離開。劉小麗強烈譴責政治暴力，並到醫院驗傷。她又謂身心沒有受傷，但扔鞋事件影響言論自由，而相比在議會內權利被剝奪、議事程序的公義被扭曲，肢體暴力相對上是小事，但是誰令市民變得不理性值得深思。
警方最初將事件列為糾紛，及後改為普通襲擊案，交由東區警區重案組跟進，因當時港台職員把該人驅趕離場，導致無人被捕。

### 播放梁振英錄音被逐
2017年1月19日，梁振英出席立法會施政報告答問大會，立法會議員劉小麗發問時，播出2011年梁振英參選行政長官時出席社聯論壇說「要認認真真處理全民退保」的錄音，質疑梁振英在全民退休保障上「走數」。立法會主席梁君彥要求劉小麗停止播放，認為劉行為不檢，下令驅趕劉出會議廳，成為香港立法機關歷史上，首名被驅逐出場的立法會女議員。隨即引來近十名泛民主派議員一擁而上保護劉，並且高喊梁君彥下台。期間毛孟靜一度倒地，會議暫停30分鐘後，因泛民主派拒絕返回座位而提早休會，梁振英也離開。類似事件有前議員黃毓民在任職期間亦曾播放錄音，同樣遭當時出任立法會主席的曾鈺成逐出會議廳，而當時黃毓民自行離場。

### 支持梁國雄參與2017年行政長官選舉
2017年2月8日，梁國雄聯同社民連、人民力量陳志全、朱凱廸團隊、劉小麗以及香港眾志羅冠聰召開記者會，公佈參與「2017特首民投」民間提名及參選特首選舉決定，社民連、人民力量、小麗民主教室、朱凱廸團隊及香港眾志昨日發出新聞稿，支持梁國雄出選特首，但由於未達到38000人公民提名的門檻，只有20652人，再加上不能取得150個提名入閘，故此其2017年2月25日宣布放棄競選行政長官行動。

### 2017年行政長官選舉中投白票
2017年3月26日舉行的「2017年行政長官選舉」中，7名民主派選舉委員：梁國雄、劉小麗、朱凱廸、陳志全、邵家臻、張超雄、羅冠聰呼籲投白票。時事評論員古德明認為：「這次行政長官選舉，曾俊華假如僥幸得勝，則港人當可有五年休養生息。只是梁國雄等七人，以『不妥協』為誇。我對他們從此要刮目相看了。」

### 捐出薪金承諾
劉小麗選舉期間曾承諾若當選會捐出一半議員薪金，成立社企和義工隊服務區內基層及長者。當選後劉不斷被網民「追數」，最終她在2016年11月底表示已向社區發展陣線、香港婦女勞工協會和平等分享行動，捐出合共48,000元。至於其餘月份的薪金捐款同樣被網民追討。劉小麗被取消議員資格後在2018年9月7日於其Facebook個人專頁的過去一年工作匯報中表示已經兌現承諾，捐出立法會任期內一半議員薪金，合共捐款43萬。

### 涉嫌斥何君堯「厚顏無恥」
立法會於2017年6月29日續會，辯論由民主黨議員尹兆堅提出的「正視七一大遊行市民的訴求」的無法律約束力議員議案。劉小麗因為在發言時兩次以「厚顏無恥」斥責建制派議員何君堯、代主席李慧琼將劉小麗逐離會議廳。

## 外部連結
- 小麗民主教室網站